# منتخب ألمانيا تحت 19 سنة لكرة القدم للسيدات
منتخب ألمانيا تحت 19 سنة للسيدات لكرة القدم (بالألمانية: Deutsche Fußballnationalmannschaft)‏ هو ممثل ألمانيا الرسمي في المنافسات الدولية في كرة القدم في فئة كرة قدم تحت 19 سنة للسيدات، يديريه اتحاد ألمانيا لكرة القدم.